# Variabele waterjuffer
De variabele waterjuffer (Coenagrion pulchellum) is een juffer uit de familie waterjuffers (Coenagrionidae). Het is in Nederland een van de drie algemeenste zwart-met-blauwe juffers, samen met de watersnuffel (Enallagma cyathigerum) en de azuurwaterjuffer (Coenagrion puella). Op de zandgronden zijn het vooral laatstgenoemde soorten die algemeen zijn, in het laagveen de variabele waterjuffer. In België is het een soort van de rode lijst, aangezien België weinig laagveen heeft.
De wetenschappelijke naam van de soort werd in 1825 als Agrion pulchellum ("pulchella") gepubliceerd door Pièrre Léonard Vander Linden.

## Herkenning
De variabele waterjuffers doen hun naam eer aan, ze zijn buitengewoon variabel en daardoor soms gemakkelijk, maar in andere gevallen moeilijk te determineren.

### Verschil met verwante soorten
Een verschil met de watersnuffel is dat die soort op de zijkant van het borststuk slechts één zwart streepje heeft, terwijl alle andere waterjuffers er twee hebben; bovendien heeft de watersnuffel een brede tot zeer brede lichte schouderstreep, de variabele waterjuffer heeft altijd een smallere streep; ook de achterlijfstekening is zowel bij mannetjes als vrouwtjes duidelijk verschillend bij deze soorten.
Verschillen met de azuurwaterjuffer zijn subtieler. Mannetjes zijn vaak gemakkelijk van elkaar te onderscheiden, maar sommige variaties lijken heel sterk op elkaar. Bij de vrouwtjes is er flinke overlap in sterk op elkaar gelijkende individuen. Omdat op een bepaalde locatie meestal maar een van deze soorten voorkomt, kunnen de vrouwtjes op naam gebracht worden aan de hand van de aanwezige mannetjes...

### Kleuren
Bij de herkenning van libellen is de zwarte tekening over het algemeen veel belangrijker dan de kleuren van het lijf. Jonge waterjuffers zijn bruinig, maar op een leeftijd van een paar uur is de zwarte tekening al goed te zien. Later worden zowel de mannetjes als de vrouwtjes blauw. Vrouwtjes zijn soms deels groen of oranjig.

### Mannetjes
Drie dingen zijn variabel bij deze soort:
- de lichte schouderstreep boven op het borststuk is soms een doorlopende streep, maar vaker gereduceerd tot een uitroepteken; waarvan heel soms slechts een of twee blauwe puntjes overblijven
- op segment 2 zit een zwarte Y-vormige figuur; deze is soms heel vet, maar soms ook gereduceerd tot een U-vormige figuur (en dan geheel gelijk aan de U van de azuurwaterjuffer)
- op de rug van de segmenten 3–5 bedraagt de hoeveelheid zwart 20 tot 90 procent; vrijwel altijd is de hoeveelheid zwart op 3 minder dan op 4, waar het zwart weer minder uitgebreid is dan op 5 (segment 6 bevat nog wat meer zwart, namelijk 50-100 procent; voor de herkenning van de soort is dit segment onbelangrijk).

Deze drie variaties zijn gelukkig onafhankelijk van elkaar. In theorie is het mogelijk dat een mannetje veel blauw heeft op het borststuk (dat wil zeggen een doorlopende schouderstreep), plus veel blauw op segment 2 (dus een U), plus veel blauw op de segmenten 3-5 (20 procent), zodat de zwarte tekening identiek is aan die van de azuurwaterjuffer, maar de kans daarop is verwaarloosbaar. De kans op een verdwaalde azuurwaterjuffer is groter. Heeft een variabele waterjuffer een U, dan is er dus meestal een uitroepteken of veel zwart op 3–5.
Op de foto hieronder is de schouderstreep nog net geen uitroepteken, is de Y op segment 2 gemiddeld van vorm en zit op de volgende segmenten 50–50–55–80 procent zwart.

### Vrouwtjes
De variatie zit bij vrouwtjes vooral in:
- op segment 2 zit een bekervormige zwarte figuur; deze laat meestal een rand blauw over, maar de beker loopt soms tot segment 1 (en is dan geheel gelijk aan een de beker van een azuurwaterjuffer)
- de rug van de segmenten 3–7 bevat meestal 50-90 procent zwart, maar bij een deel van de dieren is de rug geheel zwart (net als bij de meerderheid van de azuurwaterjuffers)
- op segment 8 zit in het blauw een vleermuisachtige of bijlachtige figuur, soms echter is de rug geheel zwart (zoals bij de meeste azuurwaterjuffers).

Geeft de zwarte tekening niet voldoende aanknopingspunten voor de determinatie, dan is er nog een hard kenmerk: de achterrand van het halsschildje is sterk gegolfd (bij de azuurwaterjuffer zwak gegolfd), zodat in het midden een scherp lipje zit. Uit de juiste hoek genomen foto's laten dit lipje goed zien.
Op de foto hieronder komt de vaas op segment 2 krap tot de helft (meestal is er meer zwart), op 3-7 is de hoeveelheid blauw normaal, hoewel iets aan de royale kant, terwijl op segment 8 bijna geen zwarte tekening aanwezig is (links en rechts slechts een klein puntje). Het lipje van het halsschildje is goed te zien; doordat er een licht randje langs loopt (bij andere vrouwtjes kan dat echter afwezig zijn) zit er een V-tje midden achter de kop.

## Habitat
De soort is vooral te vinden bij plantenrijke, schone, stilstaande wateren. In Nederland komt hij plaatselijk massaal voor in laagveengebieden.

## Afbeeldingen

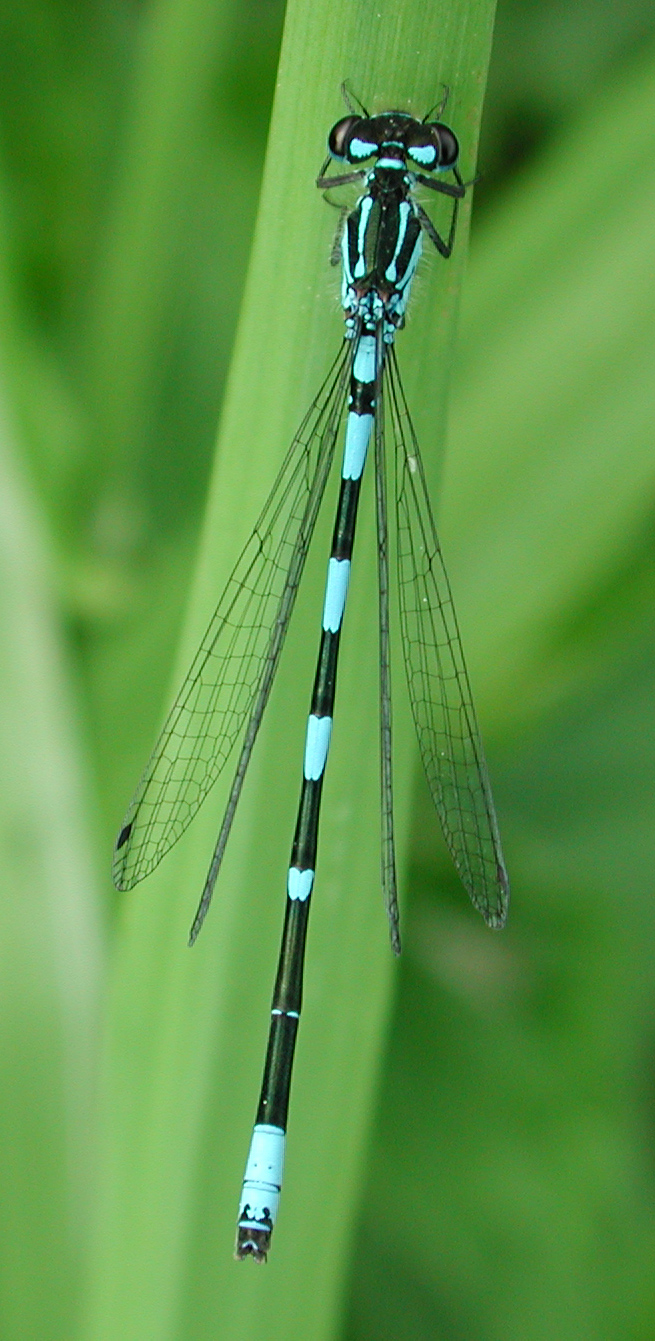
mannetje
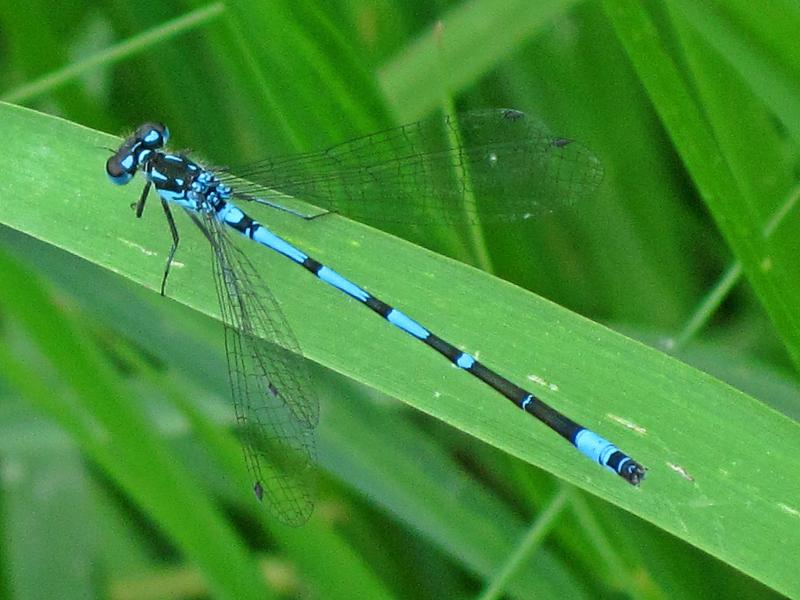
mannetje, waarbij de Y-vormige tekening op segment 2 goed te zien is
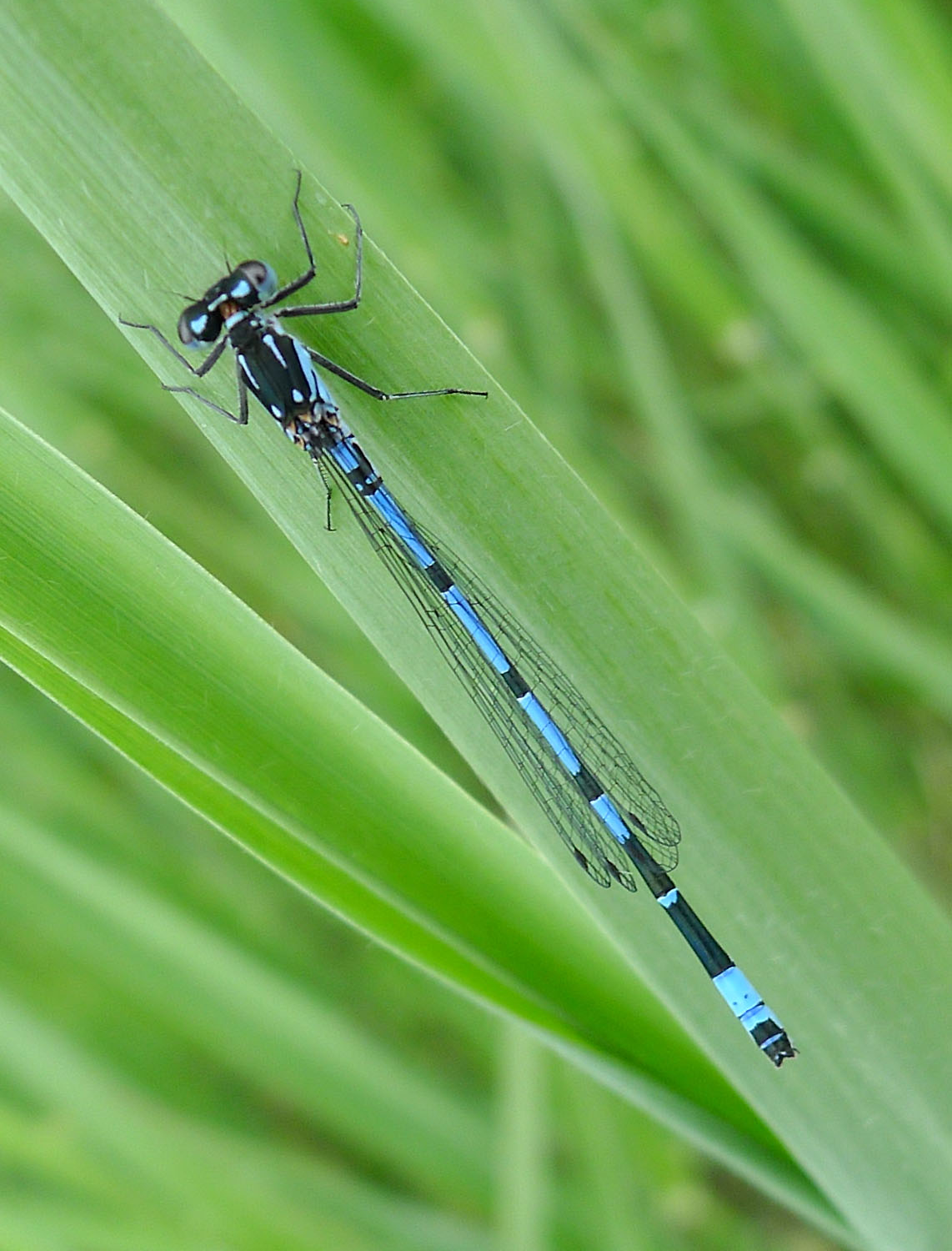
mannetje; antehumerale streep op het borststuk vormt een kenmerkend uitroepteken
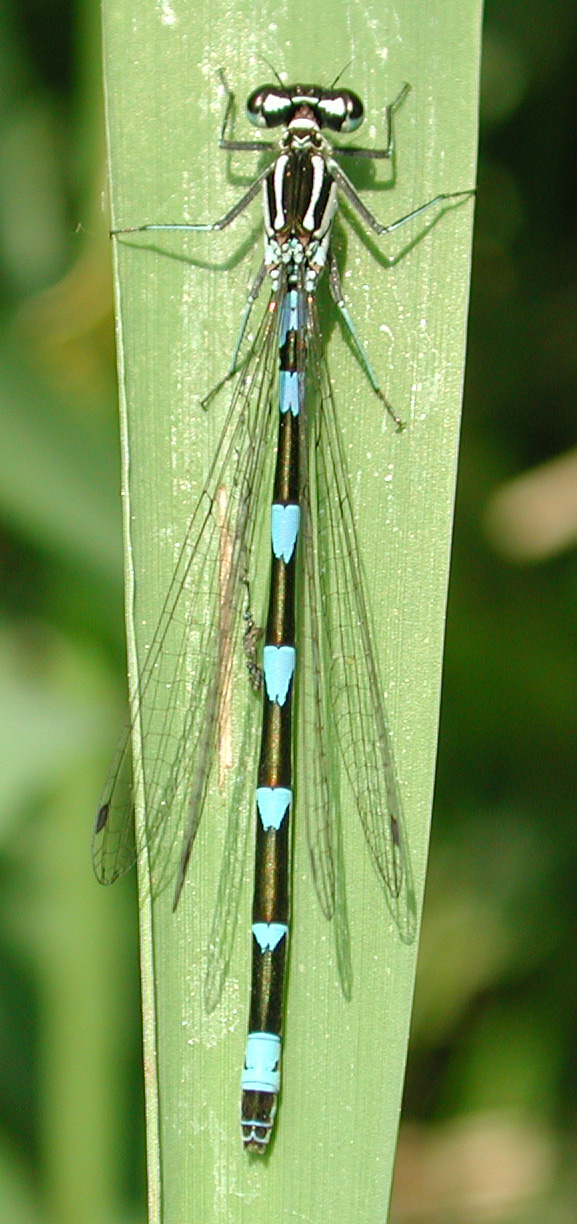
vrouwtje